# Fresnes-sur-Escaut
Fresnes-sur-Escaut is een gemeente in het Franse Noorderdepartement (Frans: département du Nord) in de regio Hauts-de-France. De gemeente maakt deel uit van het arrondissement Valenciennes. Fresnes-sur-Escaut ligt aan de Schelde. In het westen van Fresnes-sur-Escaut ligt het gehucht Le Trieu. Fresnes-sur-Escaut telde op 1 januari 2022 7.473 inwoners. 

## Geografie
De oppervlakte van Fresnes-sur-Escaut bedroeg op 1 januari 2022 11,77 vierkante kilometer; de bevolkingsdichtheid was toen 634,9 inwoners per km².

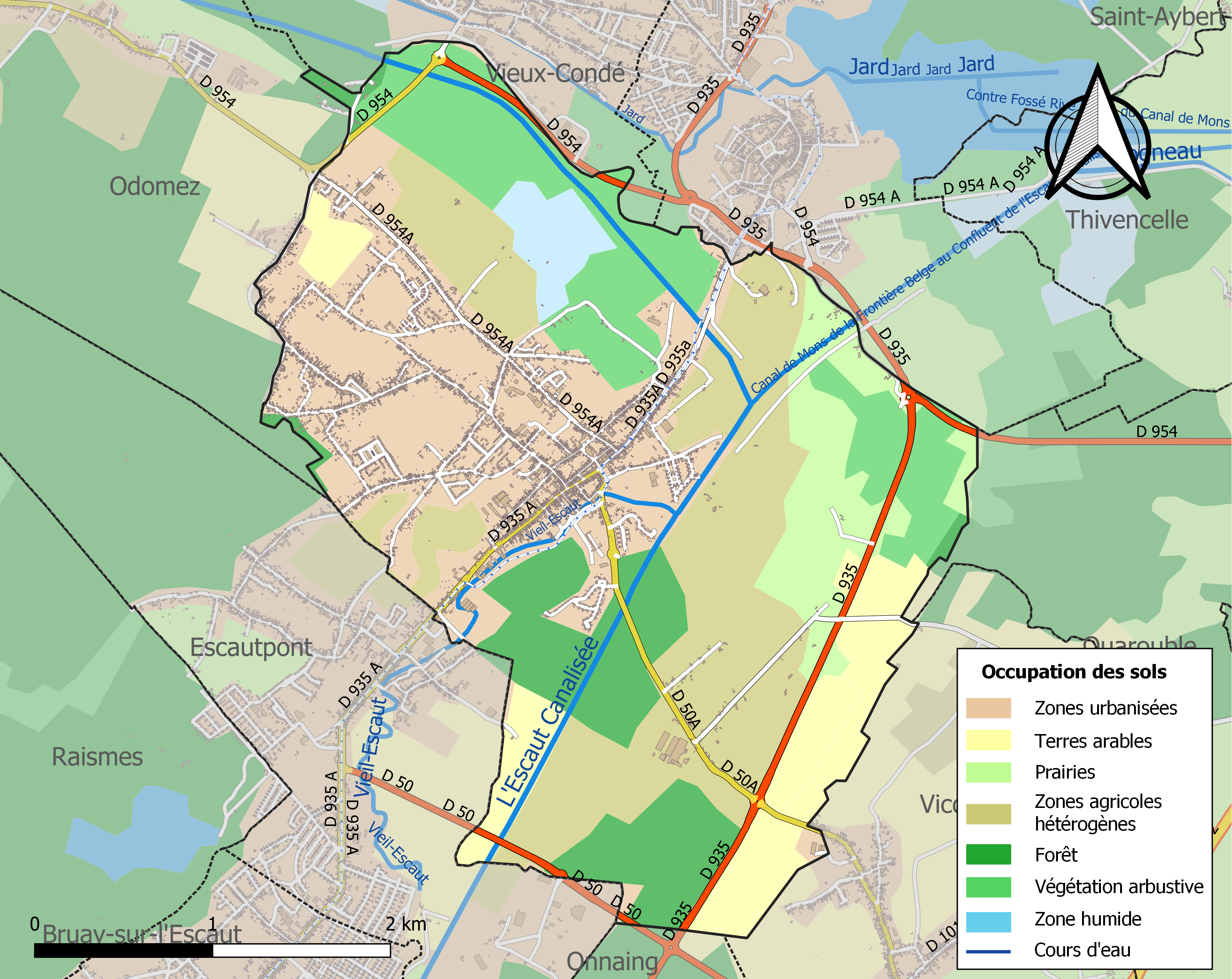
Kaart van de gemeente met belangrijkste infrastructuur, bodemgebruik en omliggende gemeenten

## Geschiedenis

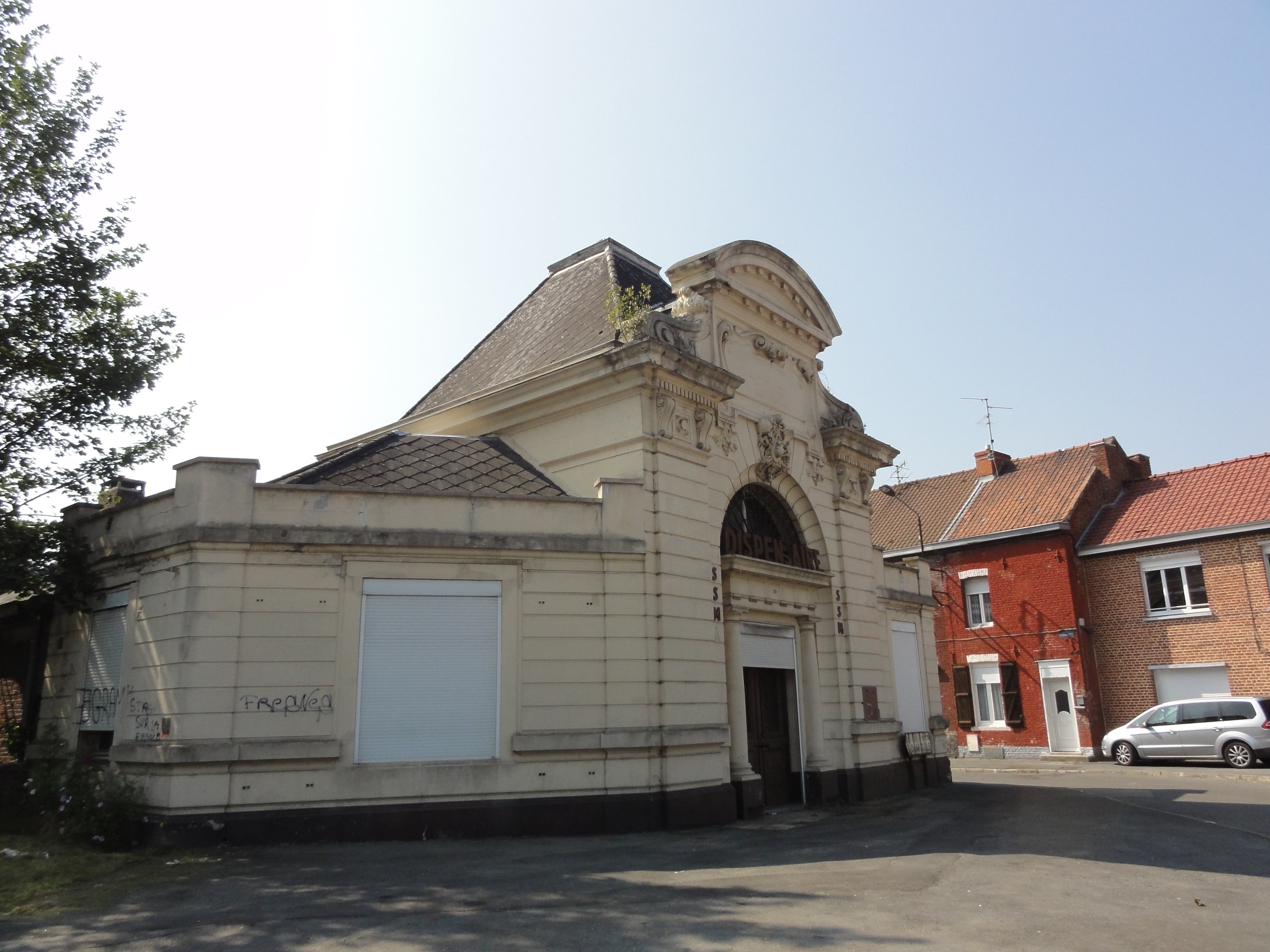
Bureau van het mijnbedrijf

In 1720 werd in Fresnes steenkool ontdekt. De volgende eeuwen groeide de gemeente door de mijnontginning en industrie. De gemeentenaam Fresnes-sur-l'Escaut werd in 1941 Fresnes-sur-Escaut.

## Bezienswaardigheden

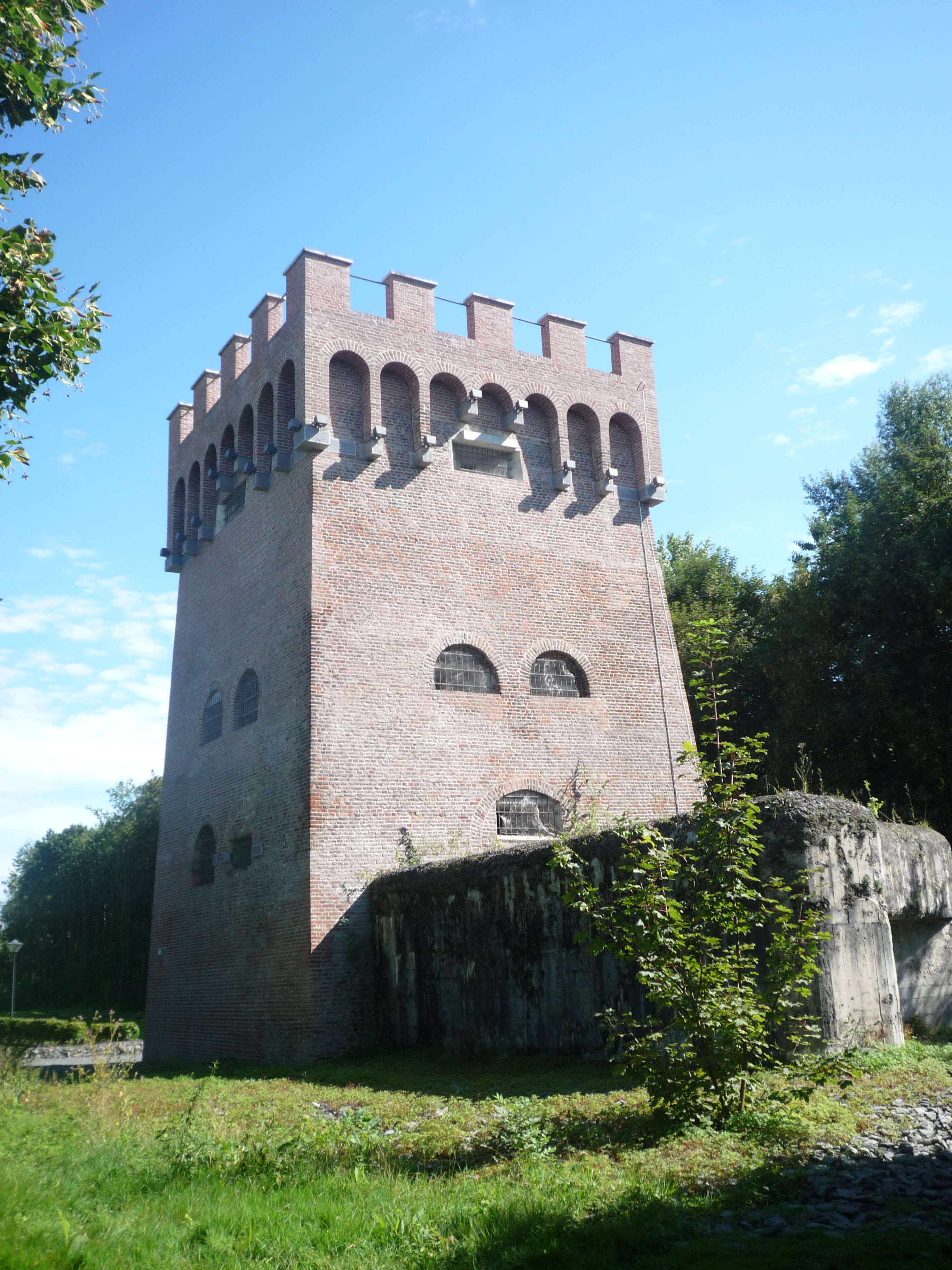
Schachttoren van de Fosse Sarteau

- Het Château des Douaniers, in 1982 ingeschreven als monument historique, is een bouwwerk van 1760, in de nabijheid waarvan steenkool werd gedolven van 1777-1804. In de nabijheid van het kasteel werden mijnwerkerswoningen gebouwd, later kwamen er douaniers in te wonen.
- Het voormalige bureau van de Compagnie de mines de Thivencelles et Fresnes-Midi, in 2010 ingeschreven als monument historique.
- Het Château Desandrouin werd gebouwd in 1770 voor de familie Desandrouin die eigenaar was van de eerste mijn van 1720. De steenkool werd gebruikt in de door de familie geëxploiteerde glasfabriek. Het kasteel is omgeven door een park met onder meer follies. Het kasteelpark is nu het Parc Joliot-Curie.
- De mijnschacht van de Fosse du Sarteau werd in 1720 aangelegd als een van de eerste in het steenkoolbassin Nord-Pas-de-Calais. In 1999 werd de site geklasseerd als monument historique. De schachtbok in torenvormig vierkant metselwerk werd in 1823 gebouwd. De schacht werd in 1860 gesloten. Tijdens de Eerste Wereldoorlog werd de toren omgebouwd en versterkt.
- De Sint-Martinuskerk (Église Saint-Martin) in het centrum is een neogotisch bouwwerk van 1867 dat een kleinere kerk van 1646 verving.
- De Onze-Lieve-Vrouw-van-de-berg-Karmelkerk (Église Notre-Dame du Mont Carmel) is een eenvoudig neogotisch bouwwerk van 1877 met een dakruiter.

## Natuur en landschap
Fresnes-sur-Escaut is sterk verstedelijkt. Het ligt aan de Schelde en de aftakking daarvan van het  Kanaal Pommerœul-Condé. De hoogte aan de kerk bedraagt 28 meter.

## Demografie
Onderstaande figuur toont het verloop van het inwonertal (bron: INSEE-tellingen).

## Nabijgelegen kernen
Condé-sur-l'Escaut, Escautpont, Vicq